# Peter Falk
Peter Michael Falk (16. září 1927 New York – 23. června 2011 Beverly Hills) byl americký herec. Celosvětově známým se stal rolí poručíka ve stejnojmenném televizním seriálu Columbo. Postava detektiva mu vynesla z devíti nominací čtyři  ceny Emmy a v roce 1973 také Zlatý glóbus. 
Pět let po ukončení herecké školy, v roce 1960, byl nominován na Oscara za roli vraha ve filmu Murder, Inc. Druhou nominaci získal o rok později za vedlejší roli ve filmu Kapsa plná zázraků. Pod vedením Johnem Cassavetesem natočil film Manželé (1970). Objevil se také ve snímcích Wima Wenderse Nebe nad Berlínem (1987) a Tak daleko, tak blízko (1993). 

## Soukromý život
Narodil se roku 1927 na newyorském Manhattanu do židovské rodiny obchodníka s látkami Michaela Petera a Madeline Falkových. Ve třech letech přišel kvůli retinoblastomu o pravé oko, které bylo nahrazeno skleněnou oční protézou.
Z matčiny strany měl české předky, když matka Madeline Hochhauserová (1904–2001) byla nejstarší dcerou Rosy Hellerové (1875–1961) a Petera Hochhausera (1874–1960), amerického židovského imigranta ze slovenského Bardejova. Rosa Hellerová se v roce 1898 vydala z Kadaně přes Německo do Ameriky, jako dcera Jakoba a Herminy Hellerových žijících na kadaňském Josefském (dnes Studentském) náměstí.
První manželkou Petera Falka byla v letech 1960–1976  Alice Mayo, s níž se seznámil v roce 1960 během studií na Syracuské univerzitě. Pár adoptoval dvě dcery, Catherine a Jackie. V roce 1977 se oženil se Sherou Daneseovou. V prosinci 2008 dcera oznámila, že otec trpí Alzheimerovou chorobou a demencí. Zemřel 23. června 2011 ve svém domě v Beverly Hills.